# 2801 Huygens
2801 Huygens è un asteroide della fascia principale. Scoperto nel 1935, presenta un'orbita caratterizzata da un semiasse maggiore pari a 2,8000368 UA e da un'eccentricità di 0,1745611, inclinata di 9,56306° rispetto all'eclittica.
Stanti i suoi parametri orbitali, è considerato un membro della famiglia Gefion di asteroidi.